# Callipallene bullata
Callipallene bullata là một loài nhện biển trong họ Callipallenidae. Loài này thuộc chi Callipallene. Callipallene bullata được miêu tả khoa học năm 1991 bởi Nakamura & Child.